# Casino Employees Championship
Die Casino Employees Championship ist ein Pokerturnier, das einmal jährlich bei der World Series of Poker am Las Vegas Strip gespielt wird. Es ist exklusiv für Croupiers und sonstige Casinomitarbeiter zugänglich.

## Struktur
Das Turnier in der Variante No Limit Hold’em wurde von 1983 bis 1985 bei der World Series of Poker in Binion’s Horseshoe in Las Vegas angeboten und hatte einen Buy-in von 1000 US-Dollar. In diesen drei Jahren wurde es zweimal vom Unternehmer und Glücksspieler Ted Binion gewonnen. Anschließend wurde das Event erst wieder zur WSOP 2000 auf den Turnierplan genommen und wird seitdem traditionell als Eröffnungsturnier mit einem Buy-in von 500 US-Dollar gespielt. Alle Teilnehmer müssen zum Zeitpunkt des Turniers in einer Spielbank angestellt sein. 2020 wurde das Turnier aufgrund der COVID-19-Pandemie nicht ausgespielt.

## Bisherige Austragungen
| Jahr | Teilnehmer | Sieger            | Herkunft           | Preisgeld (in $) |
| ---- | ---------- | ----------------- | ------------------ | ---------------- |
| 1983 | 0010       | Ted Binion        | Vereinigte Staaten | 010.000          |
| 1984 | 0014       | Sandy Stupak      | Vereinigte Staaten | 014.000          |
| 1985 | 0010       | Ted Binion        | Vereinigte Staaten | 010.000          |
| 2000 | 0109       | Dave Alizadeth    | Vereinigte Staaten | 021.800          |
| 2001 | 0224       | Travis Jonas      | Vereinigte Staaten | 040.200          |
| 2002 | 0272       | David Warga       | Vereinigte Staaten | 047.300          |
| 2003 | 0208       | David Lukaszewski | Vereinigte Staaten | 035.800          |
| 2004 | 0279       | Carl Nessel       | Vereinigte Staaten | 040.000          |
| 2005 | 0662       | Andy Nguyen       | Vereinigte Staaten | 083.390          |
| 2006 | 1232       | Chris Gros        | Vereinigte Staaten | 127.616          |
| 2007 | 1039       | Frederick Narciso | Vereinigte Staaten | 104.701          |
| 2008 | 0930       | Jonathan Kotula   | Vereinigte Staaten | 087.929          |
| 2009 | 0866       | Andrew Cohen      | Vereinigte Staaten | 083.778          |
| 2010 | 0721       | Hoai Pham         | Vietnam            | 071.424          |
| 2011 | 0850       | Sean Drake        | Vereinigte Staaten | 082.292          |
| 2012 | 0732       | Chiab Saechao     | Vereinigte Staaten | 070.859          |
| 2013 | 0898       | Chad Holloway     | Vereinigte Staaten | 084.915          |
| 2014 | 0876       | Roland Reparejo   | Vereinigte Staaten | 082.835          |
| 2015 | 0688       | Brandon Barnette  | Vereinigte Staaten | 075.704          |
| 2016 | 0731       | Christopher Sand  | Vereinigte Staaten | 075.157          |
| 2017 | 0651       | Bryan Hollis      | Vereinigte Staaten | 068.817          |
| 2018 | 0566       | Jordan Hufty      | Vereinigte Staaten | 061.909          |
| 2019 | 0686       | Nicholas Haynes   | Vereinigte Staaten | 062.345          |
| 2021 | 0419       | James Barnett     | Vereinigte Staaten | 039.013          |
| 2022 | 0832       | Kate Kopp         | Vereinigte Staaten | 065.168          |
| 2023 | 1015       | Peter Thai        | Vereinigte Staaten | 075.535          |